# سیارک ۵۲۷۰
سیارک ۵۲۷۰ (به انگلیسی: 5270 Kakabadze، نامگذاری:1979KR) پنج هزار و دویست و هفتادمین سیارک کشف شده‌است که در ۱۹ مه ۱۹۷۹ کشف شد.